# No love (Kempi)
No love is een lied van de Nederlandse rapper Kempi in samenwerking met de Nederlandse zangeres Anouk. Het werd in 2018 als single uitgebracht en stond in 2019 als twaalfde track op het album Oompie Keke van Kempi.

## Achtergrond
No love is geschreven door Tore Johansson, Anouk Teeuwe, Martin Gjerstad, Jerreley Slijger, Memru Renjaan, David van Dijk en Carlos Vrolijk en geproduceerd door Project Money. Het is een nummer uit de genres nederhop en nederpop. In het lied zingen en rappen de artiesten over een relatie waarin de gevoelens voor elkaar weg zijn. Het lied is deels autobiografisch; het is gebaseerd op het leven van Kempi. In het lied rapt Kempi dat zijn vriendin met hem was vreemdgegaan toen hij in de gevangenis zit. Kempi werd zelf in begin 2018 veroordeeld tot twee maanden gevangenisstraf wegens het bedreigen van dezelfde vriendin. Over het lied vertelde de rapper dat hij moest huilen toen hij het nummer voor het eerst hoorde. Dit kwam mede doordat hij in het lied vergelijkingen zag met de ruzies die hij had met zijn ex. Er werd zelfs door Anouk getwijfeld om het nummer uit te brengen, omdat de tekst te confronteren zou zijn. Uiteindelijk werd dit dus wel gedaan.
Het is het tweede Nederlandstalige nummer van Anouk. In 2015 zong zij het nummer Dominique. Andere eerder singles waren allemaal in het Engels. Na No love zong ze ook nog in het Nederlands op onder andere de singles Lente en Het is klaar en het album Wen d'r maar aan. 

## Hitnoteringen
De artiesten hadden succes met het lied in de hitlijsten van Nederland. Het piekte op de 63e plaats van de Single Top 100 en stond drie weken in deze hitlijst. De Top 40 werd niet bereikt; het lied bleef steken op de achtste plaats van de Tipparade. 